# Casement Aerodrome
Casement Aerodrome eller Baldonnel Aerodrome (IATA: N/A, ICAO: EIME) är ett flygfält beläget sydväst om Dublin på Irland bredvid huvudvägen N7. Idag används flygfältet av Irish Air Corps och för övrig regering inom försvarsdepartementet.
Det har blivit föreslaget att Casement ska bli en andra kommersiell flygplats för Dublin, speciellt för lågprisflygbolag som bland annat Ryanair. Flygfältet var platsen för det första flygplanet av Aer Lingus att starta.